# ロハニー・コックス
ロハニー・コックス（Rohanee Cox、女性:1980年8月23日 - ）は、オーストラリアのプロバスケットボール選手である。西オーストラリア州ブルーム出身。ポジションはシューティングガード。

## 人物
WNBLのパース・リンクスでプロデビュー。
2005年、タウンズビル・ファイヤーに移籍。
バスケットボール女子オーストラリア代表にも選ばれ、北京オリンピックで銀メダルを獲得。